# Мідзокуті Мікі
Мідзокуті Мікі (нар. 13 травня 1965) — колишня японська тенісистка.
Найвищу одиночну позицію світового рейтингу — 221 місце досягла 4 липня 1988, парну — 199 місце — 4 липня 1988 року.
Здобула 2 одиночні та 1 парний титул.

## Фінали ITF

### Одиночний розряд: 4 (2–2)
| Результат | Ранг | Дата              | Турнір                     | Покриття | Суперниця       | Рахунок       |
| --------- | ---- | ----------------- | -------------------------- | -------- | --------------- | ------------- |
| Поразка   | 1.   | 25 жовтня 1987    | Префектура Ібаракі, Японія | Тверде   | Кідовакі Мая    | 4–6, 1–6      |
| Перемога  | 1.   | 15 листопада 1987 | Кіото, Японія              | Тверде   | Дженніфер Ф'юкс | 6–0, 4–6, 6–1 |
| Перемога  | 2.   | 11 жовтня 1992    | Токіо, Японія              | Тверде   | Янагі Масако    | 7–5, 1–6, 6–1 |
| Поразка   | 2.   | 25 жовтня 1992    | Кіото, Японія              | Тверде   | Янагі Масако    | 2–6, 4–6      |

### Парний розряд: 4 (1–3)
| Результат | Ранг | Дата              | Турнір                 | Покриття | Партнерка     | Суперниці                  | Рахунок       |
| --------- | ---- | ----------------- | ---------------------- | -------- | ------------- | -------------------------- | ------------- |
| Поразка   | 1.   | 16 жовтня 1989    | Куросіо (Коті), Японія | Тверде   | Хіросе Аяко   | Лінн Нейборс Лупіта Новело | 6–7(5), 4–6   |
| Поразка   | 2.   | 13 листопада 1989 | Кіото, Японія          | Тверде   | Хіросе Аяко   | Еміко Сакаґуті Наоко Сато  | 6–1, 2–6, 1–6 |
| Поразка   | 3.   | 17 червня 1990    | Ларго (Флорида), США   | Ґрунт    | Окада Сіхо    | Ніколь Арендт Кей Лаутіан  | 2–6, 4–6      |
| Перемога  | 1.   | 30 вересня 1991   | Хоккайдо, Японія       | Тверде   | Койдзумі Юкіе | Тан Мінь Лі Фан            | 6–1, 3–6, 6–3 |